# YFE TV
YFE TV war ein deutscher Kinder- und Familiensender. Gesendet wurde rund um die Uhr aus München.

## Geschichte und Programm
Die Your Family Entertainment AG, welche seit 1999 im Bereich Filmrechtehandel aktiv ist startete am 5. November 2007 einen eigenen Pay-TV-Sender. Zunächst nur via KabelKiosk empfangbar, wurde yourfamilyentertainment am 28. Oktober 2008 auch auf der Unitymedia-Plattform aufgeschaltet. Später war der Sender auch über die Kabel BW (D), swisscom (CH), 3(AT), upc (AT) und weiteren Plattformen empfangbar.
Gesendet wurden neben Formaten mit edukativem Charakter für Vorschulkinder, Zeichentrickserien für Kinder auch Unterhaltungssendungen für die ganze Familie. Der Sender gab sich inhaltlich anspruchsvoll. Dabei wurde auf die Verwertung der eigenen Lizenzen von Fernsehinhalten für Kinder, Jugendliche und Familien wie Fix & Foxi, Urmel aus dem Eis, Geschichten aus der Gruft oder Hardy Boys gesetzt.
Am 19. November 2010 hatte yourfamily den von dem Satellitenbetreiber Eutelsat in Zusammenarbeit mit dem europäischen Filmfestival Eurovisioni und der Fachmesse Sat Expo unterstützten Hot Bird TV Award 2010 gewonnen.
Zum 30. November 2014 wurde YFE TV ersatzlos eingestellt. Am 1. Dezember 2014 übernahm der Fernsehsender Fix und Foxi die ehemaligen Sendeplätze von YFE TV.